# ザ・マミー/呪われた砂漠の王女
『ザ・マミー/呪われた砂漠の王女』（ザ・マミー/のろわれたさばくのおうじょ、原題: The Mummy）は、2017年にで公開されたアドベンチャー映画。監督はアレックス・カーツマン、主演はトム・クルーズが務めた。本作は1932年に公開された映画『ミイラ再生』のリブート。ダーク・ユニバースの1作目として製作されたが、本作の失敗により続編の計画は白紙となった。

## ストーリー
古代エジプト。アマネット王女は王位継承順位第1位にあったが、父親であるメネフトラ王に男児が生まれたため、女王として権力を握る夢が潰えてしまった。王の座を諦められなかったアマネットはセトに魂を売り、自分の邪悪な精神を具現化するためのダガーを入手した。一族を殺したアマネットは、自らが神になるために、自分の恋人の肉体に邪神セトを憑依させようとしていた。だが神官たちに真相を見破られてしまい、神官たちはアマネットを永久に生き埋めにする刑に処し、儀式に用いられたオシリス石を別の場所に封印した。
現代のイラク。反乱軍の拠点を空爆した後、ニック・モートンとクリス・ヴェイルは偶然にもアマネット王女の墓を発見してしまった。考古学者のジェニー・ハルジーが調査したところ、その墓は監獄として設計されていることが判明した。グリーンウェイ大佐はアマネットの棺をイギリスへ持ち帰る決断を下した。棺を空輸する飛行機の中、墓でヒヨケムシにかまれたことが原因で、ヴェイルがアマネットの邪悪な力に憑依されてしまった。棺を開けようとしたヴェイルを何とか撃ち殺したニックだったが、グリーンウェイ大佐が銃撃戦で死んでしまった。その直後、飛行機はカラスの群れに襲撃され墜落してしまう。ジェニーはニックから渡されたパラシュートで脱出して無事だったが、彼女以外の全員が死んでしまった。数日後、霊安室で目を覚ましたニックは、ヴェイルの幽霊から「アマネットがセトを現代に蘇らせるための肉体を探している」と告げられる。
2000年以上にも及ぶ封印から解放されたとはいえ、アマネットの肉体はすでに腐敗しきっていた。そこで、アマネットは墜落現場にやって来た救急隊員の生気を吸い取り、自らの肉体を復活させると共に、彼らをアンデッドとして自分の配下に加えた。その後、アマネットはニックとジェニーを罠に掛け、配下たちに二人を殺させようとした。しかし、あと一歩のところで、駆けつけてきたプロディジウム（ロンドン自然史博物館の地下に本部を構える対モンスター組織）の部隊によって身柄を拘束されてしまった。部隊を率いていたジキル博士は「君がアマネットの墓所を開放したとき、彼女は君に呪いを掛けた」「私はアマネットが儀式を完遂するのを妨害しないつもりだ。セトが君に憑依したときこそ、あいつを叩き潰すチャンスになるからだ」とニックに告げた。しかし、ニックがジキル博士の薬を取り上げてしまったため、彼のもう一つの人格であるエドワード・ハイドが表に出て来て暴れ始める。ニックは暴れ出したハイドと戦う羽目になり、薬を注射してようやくハイドを抑え込むことに成功するが、その騒ぎに紛れてアマネットが研究施設から脱走する。
アマネットはニックを求めてロンドン中を暴れ回った後、ロンドン地下鉄の拡張工事現場で発見された十字軍墓地に向かい、騎士たちを復活させて配下に加え、彼らがメソポタミアから持ち出したオシリス石を取り戻す。アマネットは騎士たちに地下鉄でニックとジェニーを襲わせ水中に追い詰めた後、アマネットは彼女を連れ去り地下水道を通り十字軍墓地に向かう。ニックはアマネットを追いかけるが、途中で棺から出てきた騎士に追われ十字軍墓地へと追いつめられるが、そこで騎士たちに捕まり溺死したジェニーの前に突き出される。悲しむニックに対してアマネットは降伏を迫る。ニックはアマネットに戦いを挑むが一蹴され、隙を見て彼女からオシリス石を奪い破壊しようとする。アマネットは「セトを復活させて、二人で世界を支配しよう」と呼びかけるが、その言葉からヒントを得たニックは短剣で自ら命を絶ち、セトの力を得て復活する。アマネットはセトの復活を喜ぶが、彼はジェニーの遺体を見て自我を取り戻しアマネットから生気を奪いミイラに戻してしまう。ニックはセトの力を使いジェニーを生き返らせるが、「変わり果てた姿を見られたくない」と語り、彼女の前から姿を消す。
アマネットのミイラを回収したジキル博士は彼女を水銀で満たした棺に戻し、再び封印する。ジェニーは神の力を得て姿を消したニックの身を案じ、ジキル博士は彼女に対して「再び戦いが起これば、彼は戻ってくるだろう」と語りかける。そのニックは生き返らせたヴェイルと共に砂漠の中にあり、彼を連れて冒険の旅に出かける。

## 登場人物
ニック・モートン
演 - トム・クルーズ、日本語吹替 - 森川智之
アメリカ軍の軍曹。図らずもアマネット王女の墓の封印を解いてしまった事で王女に呪いをかけられ「選ばれしもの」として追われる立場になる。
ジェニファー・“ジェニー”・ハルジー
演 - アナベル・ウォーリス、日本語吹替 - 沢城みゆき
考古学者。対モンスター組織「プロディジウム」に協力している。ニックと惹かれあっていく。
アマネット
演 - ソフィア・ブテラ、日本語吹替 - ベッキー
現代に蘇ったエジプトの悪しき王女。
アマネットという名前は、エジプト神話に登場する女神、アマウネトに由来する。
クリス・ヴェイル
演 - ジェイク・ジョンソン、日本語吹替 - 中村悠一
ニックの相棒。アメリカ軍の伍長。
グリーンウェイ大佐
演 - コートニー・B・ヴァンス、日本語吹替 - 高岡瓶々
ニックとクリスの上官。
ヘンリー・ジキル博士
演 - ラッセル・クロウ、日本語吹替 - 山路和弘
プロディジウムを率いる優秀な科学者。博士自身は紳士的な人物なのだが、エドワード・ハイドという邪悪な別の人格を内面に宿しており、ハイドが表に出てこないよう、定期的に薬を投与しなければならない状態にある。
マリク
演 - マーワン・ケンザリ、日本語吹替 - 鈴木達央
プロディジウムの構成員の一人で、セキュリティ部門を統括している。
セト
演 - ハビエル・ボテット
古代エジプトで崇拝されていた神で、砂漠や嵐、暗闇、暴力を司っており、アマネット王女の陰謀に荷担した。
メネフトラ王
演 - セルヴァ・ローゼリンガム
ファラオ。アマネットの父親。

## 製作

### 企画
2012年、ユニバーサル・ピクチャーズは『ミイラ再生』を現代版にリブートする計画を進めていると発表した。監督としてはレン・ワイズマンとアンディ・ムスキエティの名前が挙がったが、正式な契約には至らなかった。
2015年11月、トム・クルーズがユニバーサルとの出演交渉に入ったという報道があった。12月にはソフィア・ブテラにオファーが出ていると報じられた。ブテラを推薦したのはカーツマンである。『キングスマン』に出ていたブテラの演技に何か光るものを感じたのだという。カーツマンは「ブテラの瞳を見てご覧なさい。そこで全てが演じられている。『キングスマン』を見て、私はそれに気付いたんだ。何も言わずとも、彼女の目は私に多くのものを伝えてくれた。彼女にどんなメイクを施そうと、どんなCG加工を施そうと、情感豊かな表現が出来るだろうと思った。」と述べている。残りのキャストは2016年3月から5月の間に決まっていった。

### 撮影
2016年4月3日、本作の主要撮影がイギリスのオックスフォードで始まったなお、撮影はサリーやロンドンでも行われ、イギリスでの撮影は2016年7月17日に終了した。その後、ナミビアでの撮影が行われ、全ての撮影が終了したのは8月13日のことだった。

## 公開
当初、本作は2016年中に全米公開される予定だったが、2017年6月9日公開に延期されることとなった。なお、2017年5月22日に発生したマンチェスターでのテロを受けて、ユニバーサル・ピクチャーズは31日に予定されていた本作のロンドンプレミアを中止した。

## トラブル
2016年12月20日、本作の予告編が公開されたが、付与されていたはずの音声効果が消失したバージョンが公開されてしまったことが判明した。このバージョンの予告編の流出を止めるべく、IMAXはデジタルミレニアム著作権法に基づいた対応を行うこととなった。

## 興行収入
専門家は本作がアメリカ合衆国での公開初週末に3500万ドル～4000万ドルを稼ぎ出すと予想している。本作は木曜日のレイトショーにおいて266万ドルを稼ぎ出した。2017年6月9日、本作は全米4035館で封切られ、公開初週末に3168万ドルを稼ぎ出し、週末興行収入ランキング初登場2位となった。この数字は1999年に公開された『ハムナプトラ/失われた砂漠の都』（本作と同様に『ミイラ誕生』をリブートした作品）が記録した4336万ドルを下回るものであった。
本作は韓国で公開初日に660万ドルを稼ぎ出した。この数字はユニバーサル・ピクチャーズが韓国で配給した映画の中で最高のものである。

## 評価
本作は批評家から酷評された。特に、ダーク・ユニバースの導入のために組み込まれた要素が却って全体の流れを分かり難くしていることに批判が集中した。映画批評集積サイトのRotten Tomatoesには230件のレビューがあり、批評家支持率は15%、平均点は10点満点で4.2点となっている。サイト側による批評家の見解の要約は「ユニバーサル製作のモンスター映画にあった面白みに欠け、多くのモンスター映画にあるようなスリルが届いてこない。『ザ・マミー/呪われた砂漠の王女』はダーク・ユニバースの構想を早急に見直した方が良いと示唆している。」となっている。また、Metacriticには44件のレビューがあり、加重平均値は34/100となっている。なお、本作のCinemaScoreはB-となっている。
アップロックスのヴィンス・マンシーニは「『ザ・マミー/呪われた砂漠の王女』は、どこかで見たことがある要素の不出来な寄せ集めが好きな人向けの映画だ」と述べている。インディワイアーのデヴィッド・エーリッヒは本作にD-評価を下し、「古き良きハリウッドのアイコンを現代に蘇らせようとした作品の一つである。しかし、昔ながらの題材を浪費している。これでは映画製作とは言えない。墓荒らしである。」「トム・クルーズ出演作品の中で最低の出来だと思う」と酷評している。

## ダーク・ユニバース構想の立ち消え
ダーク・ユニバースの第1作目は2014年に公開された『ドラキュラZERO』になるはずだったが、ユニバーサルの意向で、本作が第1作目となった。2017年3月、クリス・モーガンが「スタジオ側はダーク・ユニバースの作品群の時系列を検討する段階に入っている。また、公開時期についても検討を始めている。」と述べた。5月22日、ユニバーサル・ピクチャーズはかつての怪物映画を現代風にアレンジした「ダーク・ユニバース」構想を正式に発表し、第2作となる『Bride of Frankenstein』（『フランケンシュタインの花嫁』のリブート版）を2019年2月14日に全米公開するとも発表した。ユニバーサルはニール・バーガーを監督に起用するべく交渉していたが、交渉は不首尾に終わり、最終的にビル・コンドンが起用されることとなった。
2017年11月、ユニバーサルは本作の興行収入が伸び悩み、批評家からも酷評されたことを受けて、ダーク・ユニバース構想の軌道修正を余儀なくされていると報じられた。その後、ホラー映画界の名プロデューサー、ジェイソン・ブラムがダーク・ユニバースの再構築に携わりたいという意向を示したこともあったが、結局、ユニバーサルは往年の怪物たちをシェアード・ユニバースの形で復活させるのではなく、単発作品として製作していくという決断を下した。

## 地上波放送履歴
| 回数 | テレビ局   | 放送日            | 放送時間      | 放送分数 | 視聴率 | 備考・出典 |
| ---- | ---------- | ----------------- | ------------- | -------- | ------ | --- |
| 1    | フジテレビ | 2020年3月20日(金) | 20:00 - 21:49 | 109分    | 6.9%   | 地上波初放送。 新型コロナウイルスによる影響でカナダ・モントリオールで開催予定だった「世界フィギュアスケート選手権2020」が中止になったことに伴う代替番組。「春くるプロジェクト」の一環として放送。 |

- 視聴率はビデオリサーチ調べ、関東地区・世帯・リアルタイム。